# Оссеола (округ, Айова)
Шаблон:StateAbbr_ 43°22′40″ пн. ш. 95°37′40″ зх. д. / 43.377777777778° пн. ш. 95.627777777778° зх. д.
Округ  Оссеола (англ. Osceola County) — округ (графство) у штаті  Айова, США. Ідентифікатор округу 19143.

## Історія
Округ утворений 1871 року.

## Демографія
За даними перепису 
2000 року 
загальне населення округу становило 7003 осіб, зокрема міського населення було 2732, а сільського — 4271.
Серед мешканців округу чоловіків було 3411, а жінок — 3592. В окрузі було 2778 домогосподарств, 1942 родин, які мешкали в 3012 будинках.
Середній розмір родини становив 3,03.
Віковий розподіл населення поданий у таблиці:
| Стать    | До 15 років | 15-21 | 22-29 | 30-39 | 40-49 | 50-65 | 65-85 | Понад 85 |
| -------- | ----------- | ----- | ----- | ----- | ----- | ----- | ----- | -------- |
| Чоловіки | 730         | 365   | 256   | 451   | 572   | 502   | 468   | 67       |
| Жінки    | 751         | 310   | 250   | 418   | 534   | 538   | 646   | 145      |

## Суміжні округи
- Джексон, Міннесота — північний схід
- Дікінсон — схід
- О'Браєн — південь
- Лайон — захід
- Ноблс, Міннесота — північний захід

## Виноски
1. ↑  U.S. Decennial Census. United States Census Bureau. Процитовано 20 липня 2014.
2. ↑  Historical Census Browser. University of Virginia Library. Архів оригіналу за 11 серпня 2012. Процитовано 20 липня 2014.
3. ↑  Population of Counties by Decennial Census: 1900 to 1990. United States Census Bureau. Процитовано 20 липня 2014.
4. ↑  Census 2000 PHC-T-4. Ranking Tables for Counties: 1990 and 2000 (PDF). United States Census Bureau. Процитовано 20 липня 2014.
5. ↑  State & County QuickFacts. United States Census Bureau. Архів оригіналу за 7 червня 2011. Процитовано 20 липня 2014.(англ.) Наведено за англійською вікіпедією.
6. ↑  American FactFinder. Бюро перепису населення США. Архів оригіналу за 26 лютого 2012. Процитовано 31 січня 2008.

| США | Це незавершена стаття з географії США. Ви можете допомогти проєкту, виправивши або дописавши її. |